# Njegnjevo
Njegnjevo är en ort i Montenegro. Den ligger i den nordöstra delen av landet. Njegnjevo ligger 564 meter över havet och antalet invånare är 699.
Terrängen runt Njegnjevo är huvudsakligen kuperad. Njegnjevo ligger nere i en dal. Närmaste större samhälle är Bijelo Polje, 5,9 km sydväst om Njegnjevo. Omgivningarna runt Njegnjevo är en mosaik av jordbruksmark och naturlig växtlighet.